# 2,3,6-三甲基苯酚
2,3,6-三甲基苯酚是一种有机化合物，化学式为(CH3)3C6H2OH，它是维生素E的前体。
它在工业上可由间甲酚和甲醇在固体酸催化剂存在下的甲基化反应制得。它可以被过氧化氢氧化为2,3,5-三甲基-1,4-苯醌。